# Дневник пани Ганки (фильм)
«Дневник пани Ганки» (пол. Pamiętnik pani Hanki) — польский чёрно-белый художественный фильм, снятый в 1963 году режиссёром Станиславом Ленартовичем по собственному сценарию на киностудии KADR.
Экранизация повести Тадеуша Доленги-Мостовича.
Премьера фильма состоялась 30 августа 1963 года.

## Сюжет
Главная героиня — молодая и красивая женщина, жизнь которой проходит в роскоши (её муж — известный дипломат), наполнена балами, раутами, приёмами. Однако ей этого недостаточно. Она жалуется на скуку и своего мужа, с которым не может найти общего языка. Чтобы изменить своё монотонное существование, она знакомится с Робертом Тоннором. Между ними возникает роман. Однако, благодаря этим отношениям героиня втягивается в международные интриги. Её любовник — немецкий шпион. Вспыхивает скандал, который ненадолго удается скрыть. Ганка и её муж-дипломат принимают участие в правительственном банкете по случаю приезда в Польшу «с дружеским визитом» министра рейха Германии Германа Геринга … Тем временем, начинается война.

## В ролях
- Люцина Винницкая — Ганка Реновицкая
- Анджей Лапицкий — Яцек Реновицкий, муж пани Ганки, дипломат
- Тереса Шмигелювна — Хальшка Корниловская, подруга пани Ганки
- Малгожата Лёрентович-Янчар — Элизабет Норманн, «жена» Реновицкого
- Ирена Малькевич — тётка пани Ганки
- Зофья Ямры — женщина из общества
- Артур Млодницкий — Альбин Нементовский, дядя пани Ганки
- Леон Немчик — граф Тото
- Ян Махульский — Фред ван Хоубен, детектив из Брюсселя
- Тадеуш Плюциньский — Роберт Тоннор
- Здислав Карчевский — Довгирд, посол
- Казимеж Фабисяк — помещик
- Адам Павликовский — Лютек Выбрановский
- Виктор Гротович — полковник Вощевский
- Юзеф Перацкий — полковник Кольчиньский
- Здислав Любельский — следователь
- Здислав Маклякевич — Владек Бжеский
- Рышард Рончевский — Ежи Сохновский, поручик
- Здислав Кузняр — инспектор полиции
- Роланд Гловацкий — офицер полиции
- Ежи Шульц — эпизод
- Алиция Бобровска — женщина на рауте
- Казимеж Боровец — парень на вокзале (нет в титрах)
- Владислав Гломбик — офицер, друг Тота (нет в титрах)
- Кшиштоф Литвин — Ко́зел, офицер разведки (нет в титрах)
- Станислав Яськевич — эпизод (нет в титрах)
- Малгожата Лесневская — эпизод (нет в титрах)
- Ян Лопушняк — Херман Горинг (нет в титрах)
- Ива Млодницкая — Мушка Здроевска (нет в титрах)
- Эрвин Новяшек — «Сохнацкий», «поручик» (нет в титрах)
- Тадеуш Ордейг — лакей (нет в титрах)
- Лех Сколимовский — участник встречи (нет в титрах)
- Роман Сыкала — гость на рауте (нет в титрах)
- Алиция Бонюшко — танцовщица (нет в титрах)
- Влодзислав Зембиньский — генерал (нет в титрах)

## Съёмочная группа
- Главный режиссёр — Станислав Ленартович
- Сценарий — Станислав Ленартович
- Главный оператор — Антоний Нужиньский
- Композитор — Адам Валациньский
- Режиссёр — Анджей Ежи Пиотровский
- Ассистенты режиссёра — Ежи Карвовски, Генрик Бельский, Евгения Яшкевич
- Оператор — Анджей Гронау
- Ассистенты оператора — Ежи Шуровский, Мечислав Ситарц
- Художник-постановщик — Ян Грандыс
- Звукооператор — Станислав Петровский
- Художник по костюмам — Мариан Колодзей, Тереза Лесман-Галковская
- Монтажёр — Халина Навроцкая
- Оркестр Силезской филармонии (Катовице)
- Директор — Тадеуш Карванский